# Leopoldo García Boloix de la Peña
Leopoldo García Boloix (Alcalá de Henares, 19 de noviembre de 1879-Melilla, 20 de noviembre de 1933.) fue un general de brigada del ejército español que llegó a ser Comandante Jefe de la Circunscripción militar de Melilla.

## Biografía
Nacimiento e infancia
Nació en Alcalá de Henares el 19 de noviembre de 1879, en el seno de una familia medianamente acomodada. Su padre, el general de división Leopoldo García Peña, sevillano de origen, militar de carrera, destinado en el regimiento de Caballería de Húsares de la Princesa, 19, era por aquellos años miembro del Cuarto Militar de la Reina Regente. Su madre, Ana Boloix Moyano, nacida en Córdoba, pertenecía a una familia con vínculos con el senador casi vitalicio por Córdoba, Rafael Calvo de León y Benjumea.
Vida personal
Leopoldo García Boloix casado y divorciado, Sentencia de la Gaceta Jurídica de Guerra y Marina 01-02-1922, con y de, Guadalupe Andino Vitas, hija del general de división y Segundo Jefe de Alabarderos de la Guardia Real, Eladio Andino y del Solar, sufrió la muerte de sus dos hijos varones siendo estos niños, lo que le causó un gran dolor que no le abandonó en la vida, sin embargo en Madrid dejó dos hijas, María del Carmen y María Inmaculada.
Vida militar
A los 17 años de edad ingresó en la Academia de Caballería de Valladolid, diplomado en 1898 con 19 años de forma reglamentaria.
En 1898 recién diplomado y cumplidas las prácticas es destinado a la campaña de Filipinas, en comisión de servicio del Gobernador de Cavite, Leopoldo García Peña, asistió a distintas operaciones y hechos de armas, frente a los independentistas filipinos, y tras el desastre de la Batalla de Cavite en que su propio padre tuvo que derrotar la ciudad frente a los estadounidenses, sufren la derrota de la Batalla de Alapan en el 28 de mayo de 1898, en la que 2.500 militares españoles se enfrentan a entre 6.000 y 8.000 filipinos de las fuerzas combinadas de Luciano San Miguel, Mariano Noriel, Artemio Ricarte y Juan Cailles, en parte por el fracaso de los refuerzos que habían sido derrotados en la batalla de Kalamba, Battle of Calamba. Quedó prisionero desde el 2 de junio de 1898 hasta el 9 de diciembre de 1899, cuando en el marco de la nueva guerra de los filipinos contra los estadounidenses, Guerra filipino-estadounidense fueron liberados por estos últimos. Por su actuación durante el cautiverio recibió como recompensa la medalla de la Campaña de Filipinas, la medalla de oro de Sufrimientos por la patria y la cruz de primera clase al Mérito Militar con distintivo rojo por sus relevantes servicios a los prisioneros españoles.
De regreso a España, en 1900, estuvo como ayudante de campo del general de división Leopoldo García y de la Peña, hasta entrar de ayudante de profesor en la Escuela Central de Tiro, Escuela de Estado Mayor posteriormente realizó la formación de la Escuela Superior de la Guerra, con lo que se tituló en Estado Mayor.
En 1911 ingresa como capitán de caballería en el grupo de Fuerzas Regulares Indígenas de Melilla número 2, recompensado con mención honórifica y como nuevas condecoraciones; Cruz de primera clase de María Cristina por los combates en el Zoco el Tenain de Beni-bu-Yahi el 19 de febrero de 1912, Medalla de Melilla con pasador del Garet de Beni-bu-Yahi, Medalla de Larache,
Medalla del Rif con el pasador de Melilla y ascenso a comandante.
En 1919 recibe el puesto de Director del Colegio Preparatorio Militar de Córdoba siendo ya teniente coronel.
Durante la guerra del Rif, a consecuencia del Desastre de Annual en 1924 es nombrado Coronel del tercer regimiento de reserva de Caballería y del de Cazadores de Taxdir, con sede en Larache, desde febrero de 1924 hasta febrero de 1927, periodo en el que permanece en constantes operaciones de campaña al mando de la Columna Boloix.
Responsable de la colaboración y coordinación con las tropas francesas del coronel Freindemberg en la ofensiva conjunta del río Lucus, fue condecorado de nuevo con la Cruz de Segunda de María Cristina por parte de la monarquía borbónica y de la Croix de Guerre avec un Palme para los escenarios extranjeros y la Croix de Chevalier de la Etoile Noir de Bénin por parte de la República Francesa.
En 1928 es promocionado al generalato como brigadier: “En consideración a los servicios, merecimientos, cualidades y aptitudes del Coronel de Caballería D. Leopoldo García Boloix, clasificado en su empleo y Arma con el número 1 para el ascenso por elección, por la Junta clasificadora correspondiente, según consta en el cuadro de ascensos formulado al efecto; a propuesta del Ministro de la Guerra y de acuerdo con el Consejo de Ministros” (Gaceta de Madrid núm. 8, de 08/01/1928, página 242. Departamento: Ministerio de Guerra).
Destinado ese mismo año como segundo Jefe del Gobierno militar de Cartagena, al año siguiente, 1929, general de la novena brigada de caballería y a continuación general de la primera brigada de caballería, Madrid.
En el año de 1930 por decisión del Gobierno de Dámaso Berenguer recibe el puesto de Jefe de la Comandancia de la Circunscripción militar de El Rif (Gaceta de Madrid núm. 14, de 14/01/1930, página 343. Departamento: Ministerio del Ejército), cargo en el que presenció el advenimiento de la II República española.
El gobierno constituyente, la conjunción republicano socialista, le promueve para Jefe de la Comandancia oriental de la Zona española de Protectorado en Marruecos, Melilla (Gaceta de Madrid núm. 155, de 04/06/1931, página 1180. Departamento: Ministerio de Guerra), pero sin embargo queda relegado, excusándose en la decisión de la Junta Clasificadora, para el ascenso a general de división lo que le supuso una gran decepción. (Memorias políticas y de guerra de Manuel Azaña)
Como gobernador militar tuvo que hacer frente a una huelga general en Melilla, legalizó un barrio de viviendas de autoconstrucción obrera, cediendo terrenos del cuartel de la Remonta, en agradecimiento los obreros que lo habían levantado noche tras noche pese a que los ingenieros militares lo tiraban al día siguiente, le pusieron el nombre de una calle, en lo que se llamó el Barrio de la Libertad aunque después del fin de la guerra en 1939 se cambió a calle del capitán Carlos de Lagándara.
Jefe militar de Melilla y con el número 4 de la escala de generales de brigada por delante de los brigadieres Joaquín Fanjul, Carlos Masquelet, Fidel Dávila Arrondo, Llano de la Encomienda, Francisco Franco (número 24) y José Miaja, según la escala de 1933, y sin haber recibido el merecido y esperado ascenso a general de división, el día de la víspera de las elecciones, 19 de noviembre de 1933 y en reposo, por su mal estado de salud, se vio en la obligación de personarse en los lugares de las cuatro explosiones que se produjeron de madrugada en distintos puntos de Melilla por lo que sufrió una fulminante angina de pecho. Fue enterrado en el cementerio de Melilla con todos los honores y multitudinarias muestras de aprecio.

## Premios y reconocimientos
- 1900: Medalla a los sufrimientos por la Patria, Medalla de la Orden del Mérito militar, Medalla de Filipinas, Orden Militar de María Cristina.

- 1911-1919: Mención honorífica por la organización de las fuerzas regulares indígenas de Melilla, Medalla de las Campañas de Melilla, Larache y el Rif, dos cruces de la Orden del Mérito Militar pensionadas, dos medallas más de la Orden de María Cristina.

- Croix de guerre con una Palma de la República Francesa y Chevalier de la L’ordre de l'Étoile noire de Bénin con motivo de la colaboración franco española en la campaña del Río Lukus.

- General de brigada desde 1928.

- Comandante general de la circunscripción militar de El Rif en 1930

- Comandante general de la circunscripción militar de Melilla en 1931